# Amiga 1000

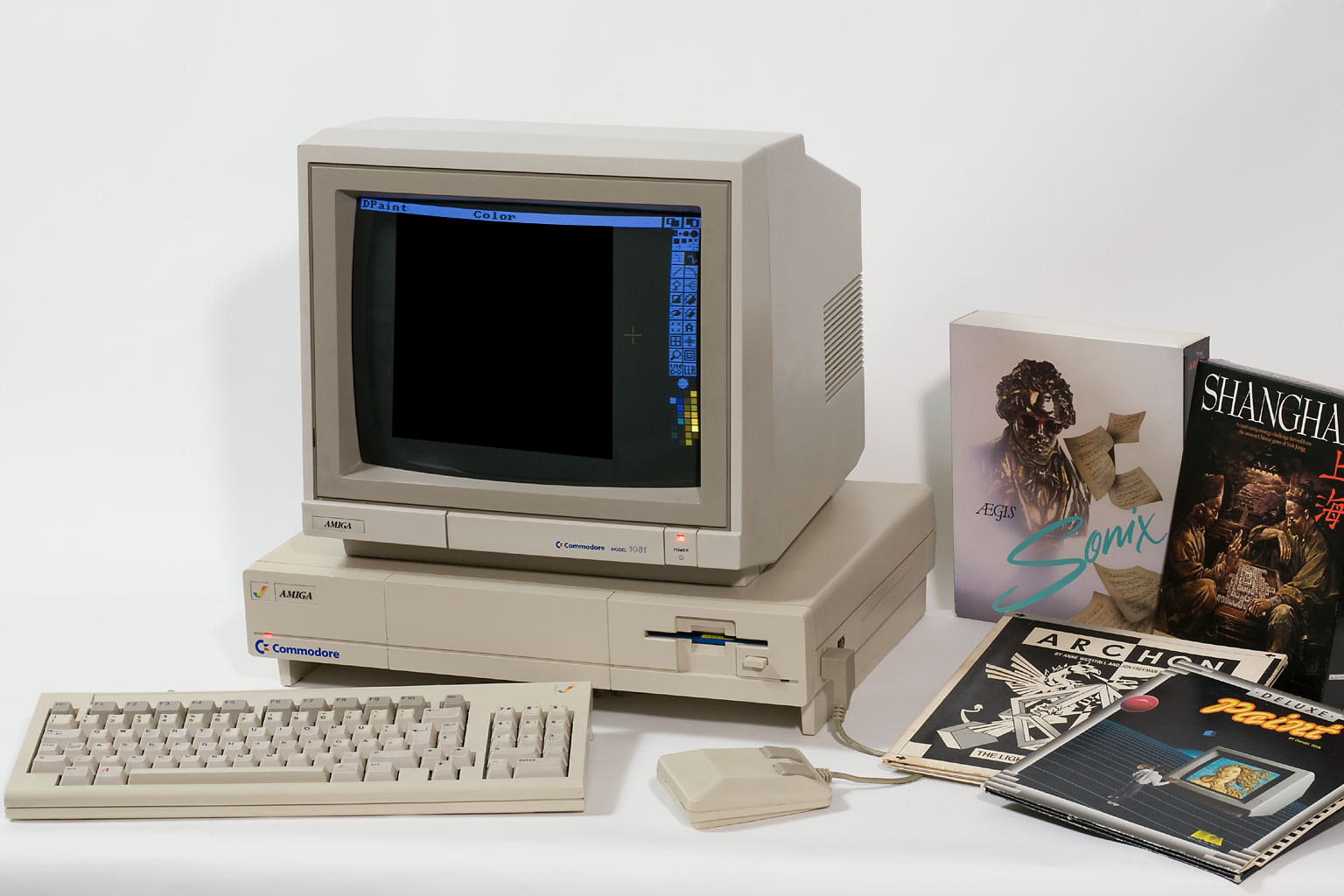
Amiga 1000 mit Monitor 1081 und Software (Aegis Sonix, Shanghai, Archon, Deluxe Paint)

Der Commodore Amiga 1000, auch A1000 genannt, war der erste von Commodore gebaute Personal Computer der Amiga-Reihe. Er kombinierte die seinerzeit leistungsstarke Motorola-68000-CPU mit einer Reihe von Custom-Chips (OCS), die unter anderem für Grafik- und Soundverarbeitung zuständig waren. Das Betriebssystem AmigaOS und die grafische Benutzeroberfläche Workbench beherrschten das damals noch selten anzutreffende präemptive Multitasking. Insgesamt machte dies den Computer für damalige Verhältnisse leistungsstark.
Die Heimcomputer Amiga und Atari ST waren es, die 1985 den Schritt von einer 8-Bit- auf eine 16-Bit-Architektur (das Betriebssystem selbst sogar auf 32 Bit) maßgeblich voranbrachten. Der Amiga galt vielen seinerzeit als Revolution am Computermarkt, da seine dezentrale Architektur – der Hauptprozessor wird durch spezielle Co-Prozessoren für Grafik, Sound u. a. entlastet – viele Merkmale bot, die andere Systeme erst sehr viel später enthalten sollten.

## Geschichte
Der Amiga 1000 wurde am 23. Juli 1985 von Commodore in den USA vorgestellt und wenig später dort in den Handel gebracht. Weil er für den professionellen Einsatz vermarktet wurde, trug er nicht den blauen Commodore-Schriftzug, da die Firma in den USA seinerzeit nicht den qualitativen Status der Mitbewerber IBM und Apple besaß. Vielmehr hatte Commodore durch Produkte wie dem VC-20 oder C64 eher den Ruf als Hersteller von Spielzeugcomputern. Die Technik des Amiga 1000 stammte maßgeblich von Jay Miner, einem der Gründer des Unternehmens Amiga (weitere Details zur bewegten Vorgeschichte siehe Hauptartikel Amiga).
Frank Elstner moderierte die deutsche Vorabpräsentation in Frankfurt am Main am 21. Mai 1986 in der Alten Oper für die Presse und ausgesuchte Besucher. Als Präsentation der Fähigkeiten des Amiga 1000 gab es unter anderem die Animation einer Tänzerin in 4096 Farben und den berühmten Amigaball (Boing-Ball-Demo) zu bestaunen.
In Deutschland wurde der Amiga 1000 auf der Cebit im März 1986 offiziell vorgestellt und kam dann kurz darauf in die hiesigen Läden. Kennzeichen war der blaue Commodore-Schriftzug auf der linken Vorderseite. Eine Besonderheit hierbei war, dass die ersten Amiga 1000 in Deutschland noch keine deutsche Tastatur besaßen. Sie wurden mit einer amerikanischen Tastaturbelegung ausgeliefert, die man mit Hilfe eines mitgelieferten Aufklebersatzes auf das deutsche Tastaturlayout umetikettieren konnte. Später wurden die Geräte dann mit der deutschen Tastatur ausgeliefert. Der Listenpreis für den Rechner betrug anfangs 5900 D-Mark „ohne Mehrwertsteuer“ (6726 DM inkl. 14 % MwSt.). Dafür erhielt der Käufer dann einen Amiga mit internationalem 220-Volt-Netzteil sowie PAL-Farbmonitor, Maus, Tastatur und das Betriebssystem. Vom Preis lag man damit auf dem Niveau eines IBM-PC-Kompatiblen. Abgelöst wurde der Amiga 1000 durch den Amiga 500 und den Amiga 2000.

## Design
Der A1000 hat eine Reihe von Merkmalen, die ihn von späteren Amiga-Modellen unterscheiden: Es ist das einzige Modell, das das kurzlebige Amiga-Prüfzeichen-Logo auf seinem Gehäuse aufweist. Der Großteil des Gehäuses ist leicht erhöht, um eine Ablagefläche für die Tastatur zu bieten, wenn sie nicht in Gebrauch ist (eine sog. „Tastatur-Garage“). Auf der Innenseite des Gehäuses sind die Unterschriften der Amiga-Designer graviert (ähnlich wie beim Macintosh), einschließlich der von Jay Miner und dem Pfotenabdruck seines Hundes Mitchy. Das Gehäuse des Amiga 1000 wurde von dem Industriedesigner Howard Stolz entworfen. Als Senior-Industriedesigner bei Commodore war Howard Stolz für die Leitung der technischen Designs zuständig und die primäre Schnittstelle zu Sanyo in Japan, dem Auftragshersteller für das A1000-Gehäuse.

## Technik
Beim Amiga 1000 musste der Kickstart genannte Teil des Betriebssystems AmigaOS noch von einer Bootstrap-Diskette in einen dafür vorgesehenen 256 kB großen und nur einmal pro Einschaltvorgang beschreibbaren Speicher (WORM) geladen werden, da ansonsten der Rechner nicht funktionierte. Hierfür enthält der A1000 eine Tochterkarte, welche wie ein Sandwich auf der Hauptplatine aufgesteckt ist und die diesen „Writable Control Store“ (WCS) genannten Speicher enthält. Nach einem Reset verbleibt die zuvor geladene Kickstart-Version im WCS und wird erst durch einen Kaltstart aus diesem gelöscht. Den ersten Geräten lagen zunächst die Kickstart-Versionen 0.9 und 1.0 bei, kurz nach Markteinführung wurde die Version 1.1 ausgeliefert. Dass das Kickstart von Diskette geladen wird, hat aber auch Vorteile, da so gepatchte Kickstart-Versionen geladen werden können, die über zusätzliche Funktionen wie beispielsweise ein Antivirenprogramm zur Erkennung von Bootviren verfügen. Die Folgemodelle Amiga 500 und Amiga 2000 hatten das Kickstart dann bereits in einem ROM-Chip verbaut.
Der Amiga 1000 wurde werkseitig mit 256 kB RAM ausgeliefert, welches über eine Frontklappe mit einem 256-kB-Modul auf dann 512 kB RAM erweitert werden konnte. Die CPU MC68000 von Motorola ist mit 7,14 MHz (NTSC-Version) bzw. 7,09 MHz (PAL-Version) getaktet. Besonders die Grafikleistung und Soundfähigkeiten des Amiga 1000 konnten dank seiner speziellen Custom-Chips Denise und Paula des Chip-Designers Jay Miner zur damaligen Zeit überzeugen. Die Ur-Version des Amiga 1000 basierte noch auf dem OCS-Chipsatz, der nur NTSC unterstützte und den EHB-Modus noch nicht kannte, der die gleichzeitige Darstellung von bis zu 64 Farben erlaubt. Als Massenspeicher diente ein internes 3,5″-Diskettenlaufwerk mit einer Kapazität von 880 kB. Über den externen Steckplatz kann der Arbeitsspeicher auf bis zu 8,5 MB erweitert werden.
Der Amiga 1000 wurde in zwei Varianten hergestellt: eine verwendet den NTSC-Fernsehstandard und die andere den PAL-Fernsehstandard. Die NTSC-Variante war das erste Modell, das in Nordamerika hergestellt und verkauft wurde. Das spätere PAL-Modell wurde in Deutschland hergestellt und in den Ländern verkauft, welche den PAL-Fernsehstandard verwendeten. Geliefert wurde der Rechner mit einem 14-Zoll-Farbmonitor (A1081 bzw. A1080 in den USA), der Tastatur und einer 2-Tasten-Maus. Der Schaltplan des Amiga 1000 passt in lesbarer Größe auf ein einzelnes DIN-A3-Blatt.
Das 32-Bit-Betriebssystem AmigaOS zeichnet sich durch präemptives Multitasking und die damals fortschrittliche fensterorientierte grafische Benutzeroberfläche „Workbench“ aus. Zusätzlich besitzt das Betriebssystem eine CLI (Command Line Interface) genannte Eingabeaufforderung.

## Schnittstellen und Erweiterbarkeit

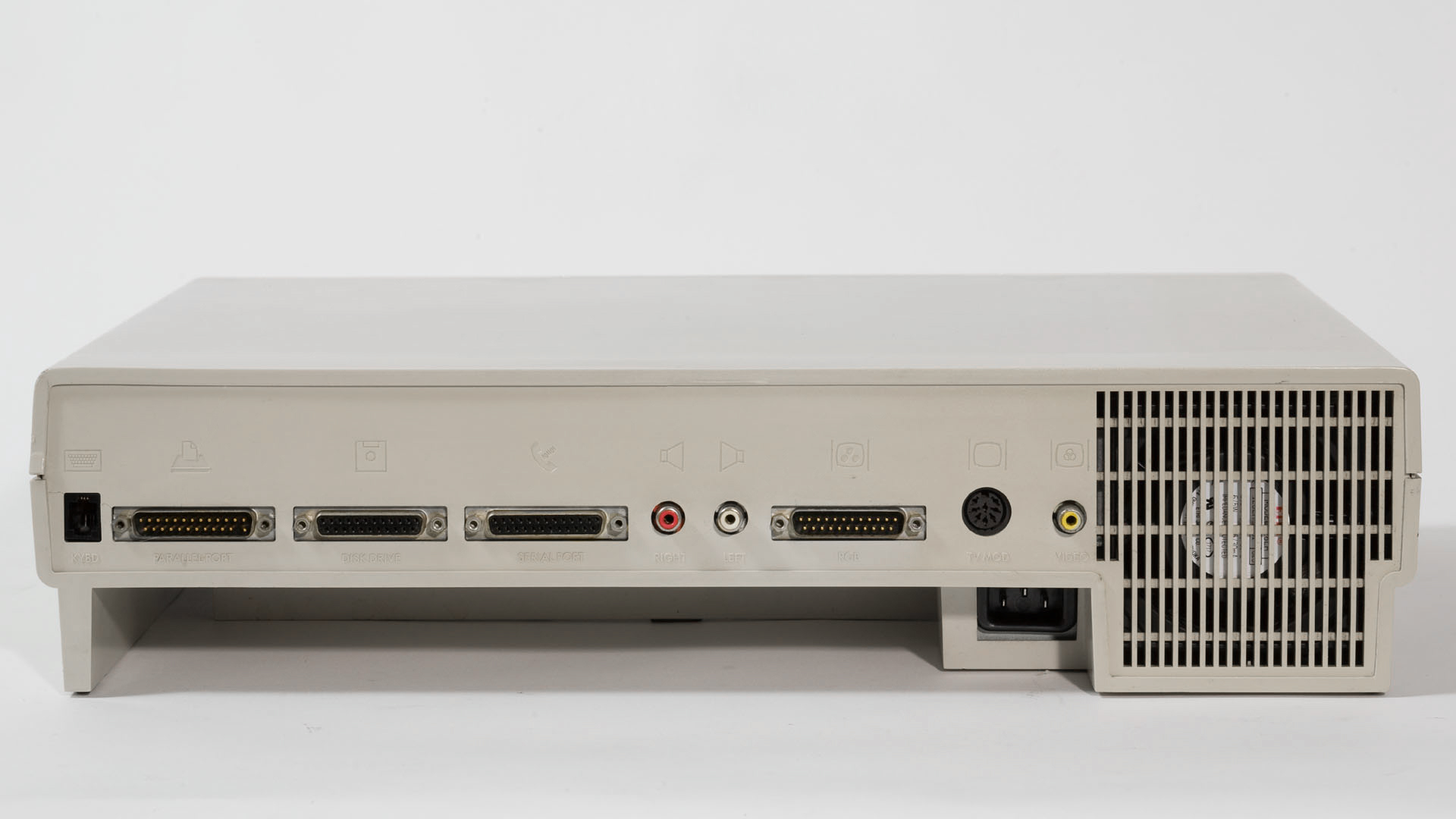
Anschlüsse von links nach rechts: Tastatur, Parallelport, externe Floppy, serieller Port, Audio rechts, Audio links, RGB-Monitor, TV, Composite-Video

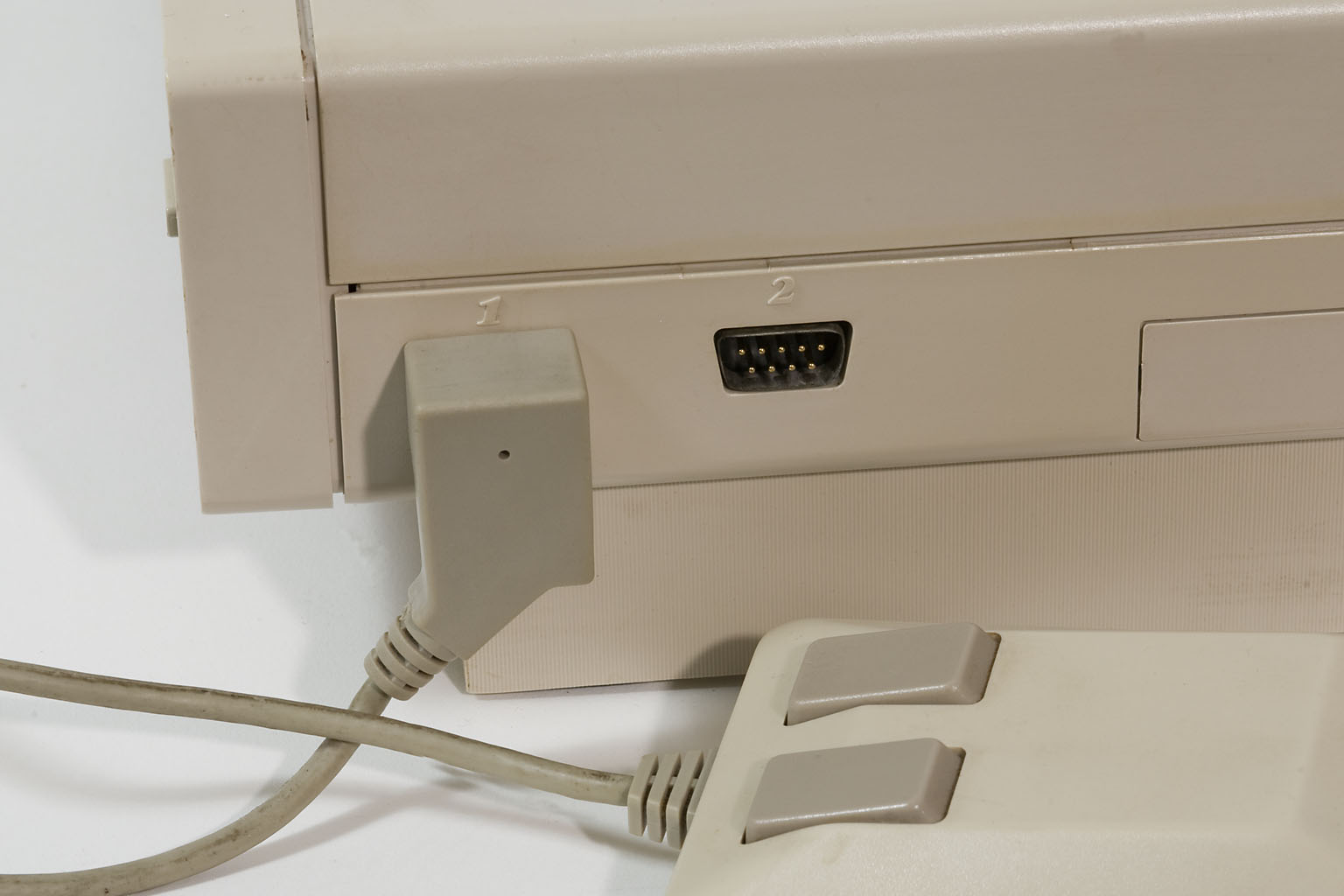
Maus- und Joystickanschlüsse. Gut zu erkennen ist der typische abgewinkelte Mausstecker, den es nur beim Amiga 1000 gab

Die Schnittstellen des Amiga 1000 galten zur damaligen Zeit als modern: Parallelport ähnlich Centronics-Norm, serielle RS-232-Schnittstelle, Anschluss für zusätzliche Diskettenlaufwerke, Tastaturport, Audio (Stereo), TV-Ausgang, RGB-Video, 2 Maus- bzw. Joystick-Ports, einen proprietären 86-poligen DMA-fähigen Bus-Port und den Frontport für die 256-kB-Speichererweiterung. Der Parallelport ist nicht konform zum parallelen Port des PCs, so dass ein direkter Anschluss von PC-Druckern am Amiga 1000 zum Schaden führen kann. Nur beim Amiga 1000 ist das Geschlecht (Stift/Buchse) der parallelen und seriellen Schnittstellen umgekehrt als bei PCs. Hinsichtlich der Belegung der Schnittstellen gibt es zu anderen Amiga-Modellen einige Unterschiede gerade bei den spannungsführenden Pins, so dass zum Anschluss externer Hardware wie zum Beispiel eines MIDI-Interfaces spezielle Adapter notwendig sein können. 
Weiterhin kann am RGB-Anschluss ein Genlock angeschlossen werden, mit dem man den Rechner mit einer TV-Quelle synchronisieren und so das Computerbild mit dem Videobild überlagern konnte. Mit dieser Technik war es möglich, Videoeinblendungen zu erstellen. So wurde der Amiga zu seiner besten Zeit zur Videonachbearbeitung auch professionell genutzt. Die Zusatzkarten, welche über den Erweiterungsslot an der rechten Seite angeschlossen werden, wurden vom Betriebssystem in ein sogenanntes Autoconfig-Protokoll (ähnlich wie Plug and Play) eingebunden und so zur Verfügung gestellt. Dies erlaubt den angeschlossenen Erweiterungen, sich sauber ins System einzuklinken und notwendige Treiber selbst zur Verfügung zu stellen. Der Amiga 1000 in NTSC-Version hat einen Systemtakt von 28,6 MHz, der CPU-Takt beträgt 7,14 MHz. Die PAL-Version hat einen Systemtakt von 28,36 MHz und die CPU wird hier mit 7,09 MHz getaktet.

## Sidecar
Als Antwort auf die zunehmenden Marktanteile durch MS-DOS entwickelte Commodore in Braunschweig für den Amiga 1000 die PC-Erweiterung Sidecar (A1060) mit eigenem 8088-Prozessor und XT-Steckplätzen. Dieses Konzept, dem Amiga einen PC-Mitläufer zu geben, wurde bei nachfolgenden Amiga-Modellen konsequent weitergeführt, so dass selbst der Amiga 4000 noch sogenannte Brückenkarten aufnehmen kann. Ob dieses Konzept zur Zufriedenheit aller Commodore-Mitarbeiter und Entwickler war, liest sich in dem Teil des Amiga 2000-Schaltplans, der die PC-Slot-Erweiterung beinhaltet, wie folgt: „I wait in this place where the sun never shines.“